# パリティ (雑誌)
『パリティ』は、物理学分野の記事を掲載する雑誌。1985年9月に創刊し、2019年5月に休刊した。発行元は丸善出版。毎月25日発売。物理学者の大槻義彦が創刊から最終号まで編集長を務めた。
米国物理学協会が発行する『Physics Today』と提携しており、毎号『Physics Today』からの翻訳記事が掲載される。紙面の半分程度を翻訳記事が占め、残りは独自の記事となっている。